# Douze Apôtres du Mexique

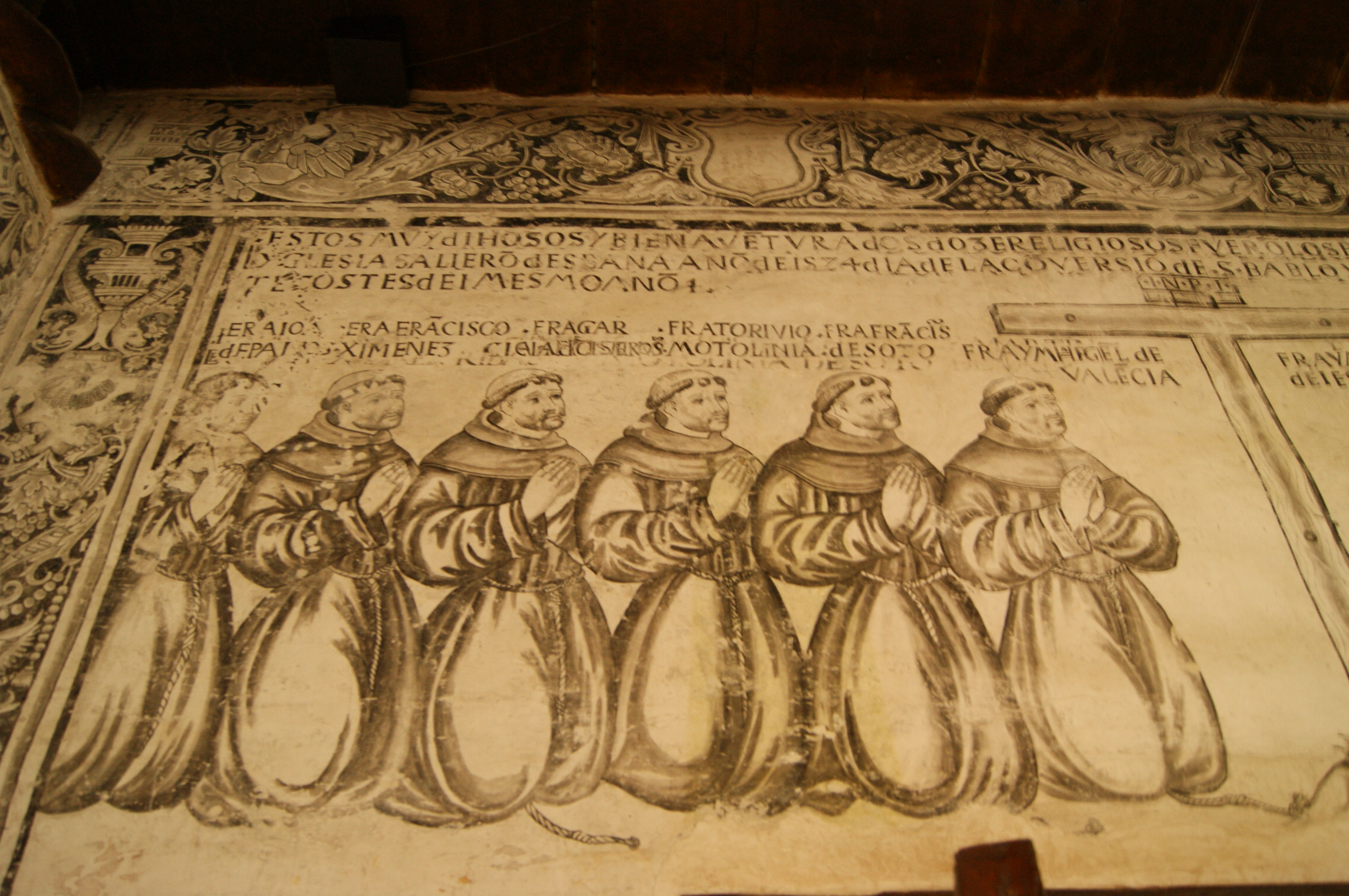
Les Douze Apôtres du Mexique - Six des 12, Fresque murale - Couvent franciscain de Huexotzinco

Les Douze Apôtres du Mexique dit encore les Douze Franciscains étaient un groupe de douze missionnaires franciscains arrivé le 13 ou 14 mai 1524 dans la vice-royauté nouvellement fondée de la Nouvelle-Espagne avec comme objectif de commencer l'évangélisation des indigènes.

## Histoire de leur arrivée
Par volonté du roi et de l’Église, les Franciscains sont envoyés en Nouvelle-Espagne à peine celle-ci fondée. Ils reçoivent leur ordre de mission de Francisco De los Angeles en personne alors ministre général de l'Ordre . Ces lettres de mission précisent leur rôle. Les indigènes étant dépeints comme totalement ignorants il est stipulé que l'effort des missionnaires doit se porter sur leurs conversions. Enthousiastes, ces hommes y sont décrits dans des termes similaires à ceux des premiers apôtres du livre des Actes. 
Les "Douze" arrivent à Mexico en juin 1524 et sont dans un premier temps accueillis par le conquistador Hernán Cortés. Vaincus militairement les Aztèques sont forcés eux aussi de leur faire bon accueil et de les autoriser à s'installer dans un premier temps dans la vallée de Mexico (Texcoco) et la vallée de Puebla (Tlaxcala et Huejotzinco). Le travail des missionnaires n'est cependant en rien facile. Aux difficultés linguistiques rencontrées s'ajoute le fait que la grande majorité des indigènes vit dispersée dans les compagnes et les forêts, l'empire Aztèque étant peu urbain. Dès lors les Franciscains pensent à la création de villages d'indigènes pour en faciliter l'évangélisation. L'idée des réductions d'indigènes est née de cette première difficulté. 
Pionniers, ces tout premiers franciscains sont suivis par des centaines d'autres, d'Espagne et surtout de Flandres (animés par la spiritualité dite de la devotio moderna). À partir de 1524-1534, Dominicains, Augustins et plus tard Jésuites participent à leur tour à ce que l’Église appelle une "conquête spirituelle". En plus de la création d'une "église apostolique primitive" en Nouvelle-Espagne, beaucoup de ces missionnaires croient que leur mission va entraîner la seconde venue du Christ.
L'arrivée de ces douze premiers missionnaires va marquer le début d'une nouvelle ère pour le catholicisme. En Nouvelle-Espagne l’Église, s'appuyant sur le pouvoir temporel, peut, avec plus de facilités, ouvrir écoles, monastères et autres missions et s'assurer ainsi de nombreuses conversions d'indigènes. Le couronne espagnole de son côté, en finançant et protégeant militairement les missionnaires et leurs missions, s'assure par ailleurs du soutien de l’Église en Europe et dans son œuvre de conquête du continent américain.

## Liste des 12
Le groupe était constitué ainsi de:
- Martin de Valence
- François de Soto
- Martin de la Corogne (aussi connu sous le nom de Martin de Jesús)
- Jean Suarès
- Antoine de Ville Rodrigue
- Turibe de Benavente
- García de Cigniers / Cisneros
- Louis de Fontsortie / Fuensalida
- Jean de Ribes
- François Ximénès
- André de Cordoue
- Jean de Batons / Palos